# Calaiská úžina

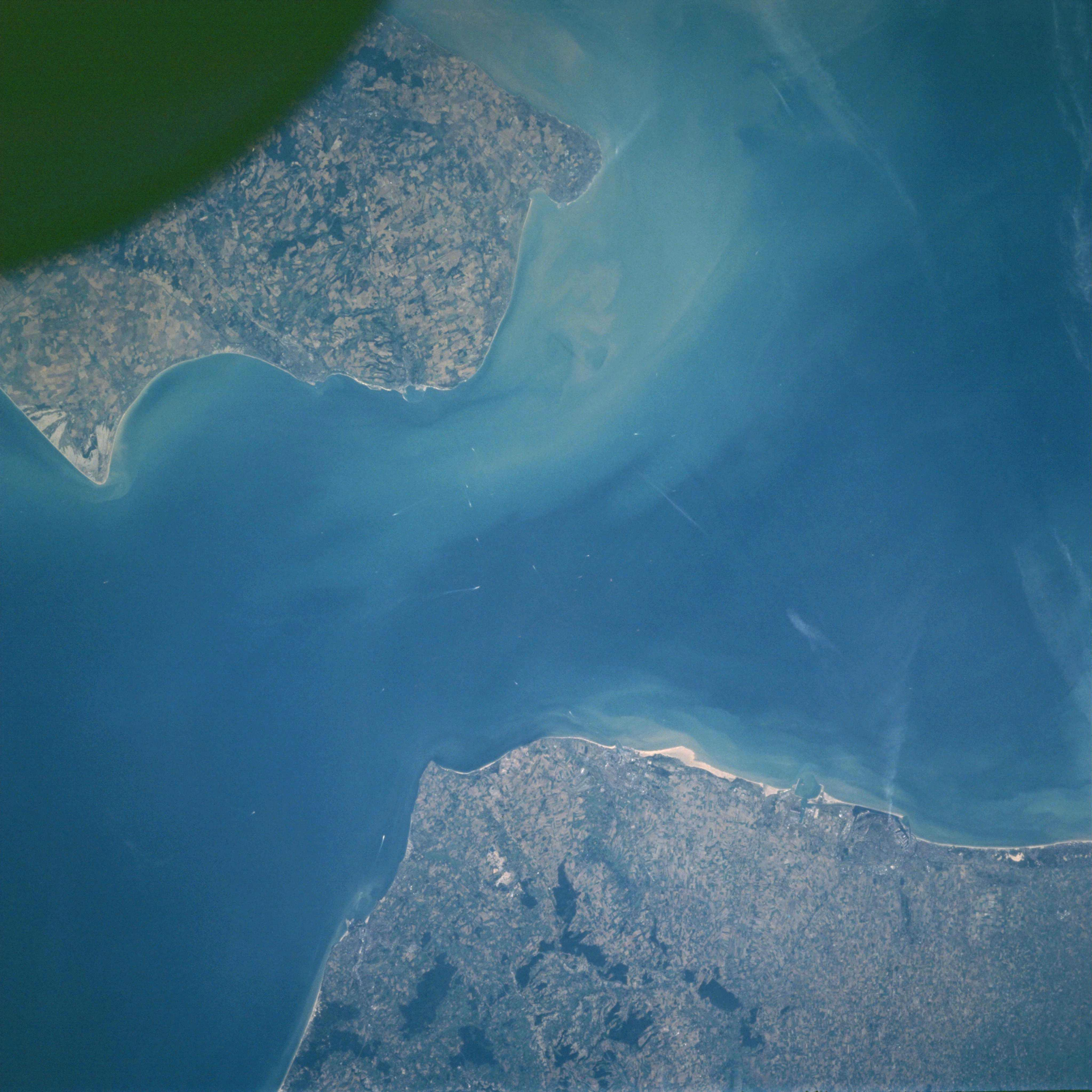
Satelitní obrázek úžiny

Calaiská, též Doverská úžina (francouzsky Pas de Calais, anglicky Strait of Dover), je úžina mezi Francií a Spojeným královstvím. Jméno pochází od pevninského města Calais nebo ostrovního Doveru.
Calaiská úžina spojuje Severní moře s průlivem La Manche. Minimální šíře úžiny činí 33 km (20 mil), hloubka dosahuje 63 metrů. Během jasných dnů je možno pozorovat pobřeží na druhé straně s budovami pouhým okem, bez použití dalekohledu.
Pod Calaiskou úžinou byl vybudován Eurotunel, který spojuje britské ostrovy s pevninou. Tunel vede z francouzského města Coquelles do britského města Folkestone.

## Lodní doprava
Většina námořní dopravy mezi Atlantským oceánem a Severním a Baltským mořem prochází přes Doverskou úžinu, jelikož proplout úžinou je mnohem rychlejší a bezpečnější, než se plavit okolo nebezpečných skalisek u severního Skotska. Mezinárodní vody v úžině jsou nejvíce využívané vody pro námořní dopravu na světě s přibližně 400 proplouvajícími komerčními loděmi denně. Velký provoz zvyšuje nebezpečí srážky lodí, což spolu s častou mlhou, bouřemi a noční plavbou činí plavbu nebezpečnou.
Situaci v úžině nezlepšují ani náhodní plavci přes úžinu či různá šlapací plavidla, která překonávají úžinu, v neposlední řadě pak i trajekty plující kolmo na obchodní trasy spojující Anglii a Francii.

## Vznik úžiny
Předpokládá se, že úžina vznikla erozí. V dřívějších dobách byla úžina částí pevniny, která spojovala Britské ostrovy s kontinentální Evropou. Vlivem vodní eroze se postupně Británie oddělila od zbytku kontinentu. Původně totiž Rýn vtékal severně do Severního moře. Vlivem doby ledové došlo k poklesu vodní hladiny moří, což mělo za následek vytvoření přírodní přehrady mezi Skandinávií a Skotskem. Rýn s Temží vytvořily společně v této vzniklé přehradě jezero, které se stalo základem pro dnešní kanál La Manche. Samotná úžina byla dřívějším korytem Rýna.
Na obou stranách úžiny příroda vytvořila úžasné světoznámé útesy. Na straně britské jsou to bílé Doverské útesy a na straně francouzské pak Cap Gris Nez.